# کوکه (بازیکن فوتبال، زاده ۱۹۹۲)
خورخه رسورکسیون مرودیو (اسپانیایی: Jorge Resurrección Merodio‎؛ زادهٔ ۸ ژانویهٔ ۱۹۹۲) بازیکن فوتبال اهل اسپانیا است که در پست هافبک برای باشگاه اتلتیکو مادرید بازی می‌کند.
کوکه تمام دوران باشگاهی خود را در اتلتیکو مادرید سپری کرده و برای هیچ تیم باشگاهی دیگری بازی نکرده‌است.

## آمار ملی

### بازی‌های ملی
تا تاریخ ۲۷ نوامبر ۲۰۲۲
| اسپانیا | اسپانیا | اسپانیا | اسپانیا |
| سال     | بازی    | گل      | پاس گل  |
| ------- | ------- | ------- | ------- |
| ۲۰۱۳    | ۷       | ۰       | ۰       |
| ۲۰۱۴    | ۸       | ۰       | ۲       |
| ۲۰۱۵    | ۵       | ۰       | ۱       |
| ۲۰۱۶    | ۱۰      | ۰       | ۱       |
| ۲۰۱۷    | ۶       | ۰       | ۱       |
| ۲۰۱۸    | ۸       | ۰       | ۰       |
| ۲۰۲۰    | ۳       | ۰       | ۰       |
| ۲۰۲۱    | ۱۴      | ۰       | ۳       |
| ۲۰۲۲    | ۹       | ۰       | ۰       |
| مجموع   | ۷۰      | ۰       | ۸       |